# 堀込義雄
堀込 義雄（ほりごめ よしお、1897年（明治30年）7月10日 - 1981年（昭和56年））は、日本の政治家。長野県小県郡神川村長、上田市長。

## 来歴
長野県小県郡神川村蒼久保（現上田市）で生まれた。1916年（大正5年）3月、旧制上田中学校（現長野県上田高等学校）を卒業。1940年（昭和15年）南佐久郡大日向青年学校長、1944年（昭和19年）同郡北牧穂青年学校長、1945年（昭和20年）北佐久郡軽井沢青年学校長に就任。
1947年（昭和22年）4月、神川村長に当選し2期在任。菅平硫黄採掘反対運動の中心人物として、神川水系1市10ヶ村鉱毒対策委員長に推薦され、要求貫徹に全力を尽くした。1955年（昭和30年）4月、長野県議会議員に選出され1期在任。神川農業協同組合長、上小農協組合長会長なども務めた。
1959年（昭和34年）日本社会党推薦で上田市長に当選し、1963年（昭和38年）2月まで1期務めた。小中学校統合問題、組合立上小衛生施設組合の設立、工場の誘致、市民会館や山本鼎記念館（上田市立美術館）の建設、菅平ダム建設推進などに尽力した。

## 親族
- 子息 堀込征雄（元衆議院議員）[5]